# Valeri Messal·la
Valeri Messal·la (en llatí Valerius Messalla) va ser un militar romà. Formava part de la gens Valèria i era de la branca familiar dels Messal·la.
Va ser llegat del cònsol Publi Rutili Llop en esclatar la guerra dels marsis o guerra social l'any 90 aC. En fa referència Appià que no dona detalls dels seus fets d'armes.